# 樂高戰記：英雄無敵
《樂高戰記：英雄無敵》是一款由Gameloft SE和樂高集團聯合推出的回合制战略網頁和手機遊戲，於2020年2月27日發行，其平台包括PC、iOS和Android。

## 遊戲內容
《樂高戰記：英雄無敵》的遊玩方式以角色扮演為主，採免費機制供玩家遊玩，且亦能透過額外付費來購買遊戲中的要素（如角色磚片、素材、寶石等）。玩家可透過操控超過五十名英雄人偶角色進行組隊及戰鬥。戰鬥採回合制模式進行；當輪到玩家角色回合時，可點選角色的技能欄位來發動技能，這需要事先的戰略計劃和適當的團隊管理。要建立強大的團隊，玩家必須先解鎖並訓練角色，才能擊敗另一支隊伍。

## 發行
《樂高戰記：英雄無敵》由Gameloft和樂高集團合作開發的手機遊戲，最早於2019年5月對外公開，並釋出預告片及開放預先登陸。2019年6月15日至16日，該遊戲在美國芝加哥的Brickworld上展出。該遊戲原本預定2019年秋季推出，但之後延期。2020年2月27日，《樂高戰記：英雄無敵》上架App Store、Google Play和Microsoft Store。7月23日，該遊戲與《魔鬼剋星》合作，加入了樂高風格的魔鬼剋星角色和套裝。
遊戲伺服器於2023年2月28日關閉。玩家可以透過轉移到Facebook Cloud Gaming繼續玩遊戲，遊戲在此處維護到2023年底。2023年6月，Netflix宣布接手《樂高戰記：英雄無敵》，成為會員獨享遊戲。

## 外部連結
- 官方网站